# Taurusbjergene
Taurusbjergene (tyrkisk Toros Dağlari eller Bulğar-Dağ) er en bjergkæde i Tyrkiet. Den udgør den sydlige grænse til det højtliggende centralplateau som udgør store dele af Anatolien.
36°59′47″N 33°00′07″Ø / 36.9964°N 33.0019°Ø